# 33442 Cassandrarunyon
33442 Cassandrarunyon este o planetă minoră (asteroid) din centura de asteroizi. A fost descoperită pe 22 martie 1999 la Stația Anderson Mesa de Lowell Observatory Near-Earth-Object Search. 
Obiectul prezintă o orbită caracterizată de o semiaxă mare de 2,5467054 UAi, o excentricitate de 0,14, o înclinație de 2,8152 ° în raport cu ecliptica.